# マグノリア (映画)
『マグノリア』（Magnolia）は、1999年製作のアメリカ映画である。監督・脚本はポール・トーマス・アンダーソン。

## 概要
ロサンゼルスを舞台に、一見関係のない男女9人の24時間を描く群像劇。3時間近い長編。第72回アカデミー賞3部門にノミネート。ベルリン映画祭 金熊賞（グランプリ）受賞。
またエンディングで使用されたエイミー・マンの｢セイヴ・ミー｣は、グラミー賞2部門、アカデミー歌曲賞にノミネート。同曲を含む映画のサントラは、最優秀コンピレーション・サントラ・アルバム部門にノミネートされた。
監督のポール・トーマス・アンダーソンは、「（この映画は）エイミー・マンの歌にインスパイアされて作った」、「小説を映画化するのと同じコンセプトで彼女の音楽を映画化してみたかった」と語っている。

## あらすじ

### 『What Do Kids Know?』
ジミー・ゲイターは、長寿クイズ番組『What Do Kids Know?』の司会者。末期癌で余命数ヶ月の宣告を受けている。病気の事実を伝えようと、疎遠になっていた娘のクラウディアの家を訪れるが、追い返されてしまう。
スタンリー・スペクターは、番組に出演する天才クイズ少年。父親は、番組の連勝記録と賞金目当てに熱心で、その日も息子をスタジオまで車で送り届ける。スタンリーは本番前にトイレに行かせてもらえず、番組の収録中に漏らしてしまう。司会のジミーも放送中に倒れ、番組は中断。スタンリーは「僕は人形じゃない」と訴え、スタジオから出て行ってしまい、番組は放送中止になってしまう。
ジミーは家に戻ると、妻のローズに、なぜクローディアが彼と話したがらないのか問われる。ジミーは、クローディアが彼が彼女を性的虐待したと信じていることを打ち明ける。動揺したローズは、彼を罵倒し、その場を出て行ってしまう。悲しみに暮れたジミーはピストル自殺を図る。そこへ空からカエルが降って来て、天窓を破ってジミーの手元に落下したため、自殺は未遂に終わる。
その頃ローズは、クローディアのアパートを訪れ、カエルの雨に襲われる中、娘を助け出す。

### ジムとクラウディアの出会い
ロサンゼルス警察のジム・カーリングは、通報を受け駆け付けた現場で、クローゼットから遺体を発見する。近所にいた少年は、“ワーム”という男が犯人であることを示唆する。その後、新たな通報を受け、クローディアのアパートを訪れる。彼女は、父親のジミーを追い返した後、コカインを吸いながら大音量で音楽を流していた。ジムはそこで彼女に一目惚れしてしまい、デートに誘う。
クローディアの家を出たのち、ジムはワームの追跡中に銃を紛失してしまう。
その夜、レストランでクローディアと落ち合った彼は、銃を無くしたことや、3年前に離婚して以来デートしていないことなど、自分の不甲斐無さを正直に告白する。クローディアは自分の過去にも問題があり、きっと嫌いになるだろうと伝え、その場を出て行ってしまう。
帰り道、ドニー・スミスが電気店に侵入するところを目撃した矢先、空からカエルの雨が降って来る。怪我をしたドニーを助けた後、ジムは再びクローディアの部屋を訪れ、愛の告白をする。

### ドニー・スミスの恋
ドニー・スミスは、かつて『What Do Kids Know?』のチャンピオンである天才クイズ少年だった。しかし雷に撃たれてからその頭脳を失い、稼いだ賞金は両親が使い果たし、今では、小さな電気店の店員であった。彼は同性愛者であり、とあるバーの店員に恋をしていた。彼の気を引こうと、彼と同じように歯列矯正を受けようと計画していたが、電気店を突然解雇されてしまう。その後、バーで泥酔し、バーテンダーに愛の告白をした後、ドニーは電気店から手術の費用を盗み出そうと決意する。
その夜、ドニーは電気店に侵入し、金庫から金を盗み出すが、逃げる途中で罪の意識に苛まれる。引き返そうと電柱をよじ登っていたところへ、空から降って来たカエルに打たれ、電柱から落ちてしまう。前歯を折る怪我をしたドニーは、偶然鉢合わせた警察官ジムに助けられ、彼に付き添われながら、盗んだ金を金庫に戻す。

### アールとフランクの再会
『What Do Kids Know?』の元プロデューサーであるアール・パートリッジは、末期癌で病床に伏せている。自宅では在宅看護師のフィル・パルマが世話をしていた。アールには、若い頃に別れた女性との間に息子がいたが、彼は家族を捨て、息子とも何年も会っていなかった。アールは死ぬ前に息子と会いたいとフィルに頼む。息子は、カリスマ的なピックアップ・アーティストとして有名なフランク・T・J・マッキーであり、彼が主催するセミナー『Seduce and Destroy』の真っ最中だった。セミナーの合間に、記者からインタビューを受けるが、その記者はアールとの関係やフランクの出生の秘密を知っており、その真偽を追求する。
一方、アールの妻リンダは、弁護士にアールの遺言状を書き変えるよう頼んでいた。彼女はアールの財産目当てで結婚したが、今では彼を本当に愛していて、遺産相続の放棄を望んでいた。アールの死期が迫り、自責の念に駆られた彼女は、車の中で服毒自殺を図る。
フィルは、フランクのマネージャーにようやく連絡を取り付け、アールの危篤を知らせる。フランクはアールの元を訪れると、自分を捨てた父親を罵る。
そのとき空からカエルの雨が降り、大きな物音に目を覚ましたアールは、フランクに謝罪し、しばらくして息を引き取る。

## キャスト

### 9人の主人公
フランク・T・J・マッキー
演 - トム・クルーズ、日本語吹替 - 山寺宏一
ピック・アップ・アーティスト(PUA)。自身の主催する男性向け自己啓発セミナー“Seduce and Destroy(誘惑してねじ伏せろ)”で講演中。
ジミー・ゲイター
演 - フィリップ・ベイカー・ホール（若かりし頃 - トーマス・ジェーン）、日本語吹替 - 村松康雄
生放送の人気長寿クイズ番組『What Do Kids Know?(子供は何を知ってるの?)』の司会者。癌で余命二ヶ月を宣告されている。
クローディア・ウィルソン・ゲイター
演 - メローラ・ウォルターズ、日本語吹替 - 村井かずさ
ジミー・ゲイターの娘。顎関節症(TMJ)。タジャンガのアパートに住む。
スタンリー・スペクター
演 - ジェレミー・ブラックマン、日本語吹替 - 冬馬由美
『What Do Kids Know?』に出演する天才クイズ少年。
ドニー・スミス
演 - ウィリアム・H・メイシー、日本語吹替 - 田原アルノ
『What Do Kids Know?』の初代優勝者である元天才クイズ少年。電器店で働いている。
アール・パートリッジ
演 - ジェイソン・ロバーズ、日本語吹替 - 丸山詠二
『What Do Kids Know?』の元番組プロデューサー。末期がんで自宅療養中。
リンダ・パートリッジ
演 - ジュリアン・ムーア、日本語吹替 - 高島雅羅
アールの後妻。
フィル・パルマ
演 - フィリップ・シーモア・ホフマン、日本語吹替 - 松本保典
アールの付き添いの看護士。
ジム・カーリング
演 - ジョン・C・ライリー、日本語吹替 - 大川透
LAPD(ロス市警)の警察官。ノース・ハリウッドのヴァン・ナイズ地区を担当している。

### その他
ローズ・ゲイター
演 - メリンダ・ディロン、日本語吹替 - 沢田敏子
ジミー・ゲイターの妻
シンシア
演 - フェリシティ・ハフマン
アラン・クリグマン
演 - マイケル・マーフィー
バート・ラムゼイ/ナレーター
演 - リッキー・ジェイ、日本語吹替 - 藤本譲
ジミーの同僚。
リック・スペクター
演 - マイケル・ボーウェン、日本語吹替 - 家中宏
スタンリーの父。
グエノヴィア
演 - エイプリル・グレイス、日本語吹替 - 日野由利加
フランクにインタビューをするインタビュアー。
ルイス
演 - ルイス・ガスマン
クイズ番組の大人チームのメンバー。
サーストン・ハウエル
演 - ヘンリー・ギブソン
ディック・ジェニングス
演 - ダニー・ウェルズ
ワーム（虫）
演 - オーランド・ジョーンズ
ダニエル・ヒル
演 - ニール・フリン
デルマー・ダリオン
演 - パットン・オズワルト
木の上で死んでいたダイバー。カジノのディーラー。
クイズ番組のフロアディレクター
演 - クラーク・グレッグ
ジャネット
演 - メアリー・リン・ライスカブ
フランクの秘書（声のみの出演）
クイズ番組のディレクター
演 - ロバート・ダウニー・シニア
クイズ番組のアシスタントディレクター
演 - ウィリアム・メイポーザー
ソロモン・ソロモン
演 - アルフレッド・モリーナ、日本語吹替 - 坂東尚樹
ドニーの雇い主
エドマンド・ウィリアム・ゴッドフリー卿/若い薬剤師
演 - パット・ヒーリー
フェイ・バリンジャー
演 - ミリアム・マーゴリーズ
マーシー
演 - クリオ・キング

## スタッフ
- 監督・脚本：ポール・トーマス・アンダーソン
- 製作：ジョアン・セラー、ポール・トーマス・アンダーソン
- 撮影：ロバート・エルスウィット
- 美術：マーク・ブリッジズ、ウイリアム・アーノルド
- 衣装：マーク・ブリッジズ
- 編集：ディラン・ティチェナー
- キャスティング：カサンドラ・クルクンディス
- プロダクション・デザイン：ウィリアム・アーノルド
- 音楽：ジョン・ブライオン
- 主題歌：エイミー・マン
- 特殊効果：エンリケ・ビルスランド
- VFX：インダストリアル・ライト&マジック

## 制作背景・トリビア
- 監督のポール・トーマス・アンダーソンは、1990年のクイズ番組『Quiz Kids Challenge』のアシスタントをしていた事がある[3]。
- 空からカエルが降ってくるシーンについては、出エジプト記からの引用だと報道されたことがあったが、監督は当時その事を知らなかった。実際には、超常現象研究家のチャールズ・フォートの本からインスパイアされたものだと語っている。劇中でもスタンリーの勉強部屋に、フォートの著作「Wild Talents」が登場する[4]。
- タイトルの「マグノリア」は花の名前だが、映画の舞台であるサンフェルナンド・バレーに実在するストリートの名前でもある。
- 劇中でジミー・ゲイターやドニー・スミスが呟く「And the book says: "We may be through with the past but the past is not through with us."」という台詞は、アメリカの英語学者バージェン・エヴァンスの著作「The Natural History of Nonsense」(Alfred A. Knopf, 1946年)からの引用である。(邦訳：「ナンセンスの博物誌」原田敬一 訳、毎日新聞社, 1961年)
- ドニーは、バーにおけるサーストンとの会話の中で、サミュエル・ジョンソンの言葉を多数引用している。

## サウンドトラック
| No. | 曲名                   | アーティスト       |
| --- | ---------------------- | ------------------ |
| 1   | One(1968)              | エイミー・マン     |
| 2   | Momentum               | エイミー・マン     |
| 3   | Build That Wall        | エイミー・マン     |
| 4   | Deathly                | エイミー・マン     |
| 5   | Driving Sideways       | エイミー・マン     |
| 6   | You Do                 | エイミー・マン     |
| 7   | Nothing Is Good Enough | エイミー・マン     |
| 8   | Wise Up                | エイミー・マン     |
| 9   | Save Me                | エイミー・マン     |
| 10  | Goodbye Stranger(1979) | スーパートランプ   |
| 11  | The Logical Song(1979) | スーパートランプ   |
| 12  | Dreams                 | ガブリエル         |
| 13  | Magnloia               | ジョン・ブライオン |

- 冒頭の「One」は、ハリー・ニルソンのカヴァー曲。
- クライマックスで登場人物が輪唱する「Wise up」は、元々トム・クルーズの主演映画『ザ・エージェント』(1996年)で使われていた。
- エンディングの「Save me」は、エイミー・マンの3枚目のアルバム『バチェラーNo.2』(2000年)に再録されている。

## 評価
レビュー・アグリゲーターのRotten Tomatoesでは149件のレビューで支持率は83%、平均点は7.50/10となった。Metacriticでは34件のレビューを基に加重平均値が77/100となった。
スウェーデン映画の巨匠であるイングマール・ベルイマンは、インタビューにて本作を"アメリカ映画の強さ"の例として挙げ、高く評価している。

## 受賞・ノミネート
| 映画賞                   | 部門                     | 候補                           | 結果       |
| ------------------------ | ------------------------ | ------------------------------ | ---------- |
| アカデミー賞             | 助演男優賞               | トム・クルーズ                 | ノミネート |
| アカデミー賞             | 脚本賞                   | ポール・トーマス・アンダーソン | ノミネート |
| アカデミー賞             | 歌曲賞                   | エイミー・マン                 | ノミネート |
| ベルリン国際映画祭       | 金熊賞                   | ポール・トーマス・アンダーソン | 受賞       |
| ゴールデングローブ賞     | 助演男優賞               | トム・クルーズ                 | 受賞       |
| ゴールデングローブ賞     | 歌曲賞                   | エイミー・マン                 | ノミネート |
| 放送映画批評家協会賞     | 作品賞                   | 作品賞                         | ノミネート |
| フロリダ映画批評家協会賞 | アンサンブル・キャスト賞 |                                | 受賞       |
| フロリダ映画批評家協会賞 | 作品賞                   | 作品賞                         | 受賞       |